# Andrea Thürler
Andrea Thürler (23 gennaio 1993) è un'ex sciatrice alpina svizzera.

## Biografia
La Thürler, originaria di Jaun e attiva in gare FIS dal novembre del 2008, esordì in Coppa Europa l'11 marzo 2009 a Crans-Montana, classificandosi 59ª in discesa libera. Ai Mondiali juniores di Crans-Montana 2011 vinse la medaglia d'argento nella combinata e il 19 dicembre dello stesso anno ottenne a Valtournenche il suo miglior piazzamento di carriera in Coppa Europa classificandosi 8ª in slalom gigante.
Nell'ottobre del 2014 subì un grave infortunio al ginocchio durante un allenamento a Saas-Fee; non riuscì più a ritornare alle competizioni e nel luglio del 2015 annunciò il suo definitivo ritiro. La sua ultima gara disputata rimase così lo slalom gigante FIS di Veysonnaz del 5 aprile 2014; in carriera non esordì mai in Coppa del Mondo né prese parte a rassegne olimpiche o iridate.

## Palmarès

### Mondiali juniores
- 1 medaglia:
  - 1 argento (combinata a Crans-Montana 2011)

### Coppa Europa
- Miglior piazzamento in classifica generale: 67ª nel 2012